# ТЭЦ Краков
ТЭЦ Краков — теплоэлектроцентраль во втором по величине городе Польши Кракове.
С 1905 года в Кракове действовала муниципальная электростанция, которая постепенно достигла мощности в 23,4 МВт. В 1930-х она также начала подавать технологический пар для соседних предприятий, а с 1958-го подключилась к теплоснабжению города. С течением времени наличие этого объекта в центре Кракова стало вызывать недовольство — не только из-за загрязнения воздуха, но и в связи с остановкой движения автомобилей и трамваев во время прохождения вагонов с углем для ТЭЦ. В результате, в 1970-м основали новую энергетическую площадку в районе Ленг, которая сначала действовала как котельная. Она начала работу с водогрейным котлом рацибужской компании Rafako, который относился к типу WP-70 и имел тепловую мощность 81 МВт. К 1975-му здесь установили еще три котла того же производителя, но более мощные — WP-120 с показателем по 140 МВт.
В 1976-м старую муниципальную ТЭЦ закрыли, а вскоре на ленгской площадке заработала полноценная теплоэлектроцентраль. Сначала в 1977—1978 годах ввели в эксплуатацию два энергоблока типа ВС-90. Каждый из них имел паровой котел Rafako ОР-380, теплофикационную турбину 13UP125 производства Zamech (Эльблонг) и генератор TGH-120, поставленный компанией Dolmel (Вроцлав). Электрическая мощность одного блока составляла 120 МВт при тепловой мощности 150 МВт.
В 1984—1985 годах начали работу еще два блока. На этот раз они относились к типу ВС-100, и отличались от предыдущих котлом ОР-430 и теплофикационной турбиной 13UP110. Электрическая мощность одного такого блока уменьшилась до 110 МВт, зато тепловая достигла 191 МВт.
К 1986-му ввели еще два водогрейных котла WP-120, так что общая тепловая мощность Краковской ТЭЦ достигла 1547 МВт.
В настоящее время котел WP-70 уже не используется, а электрическая и тепловая мощность станции определяется на уровне 480 МВт и 1644 МВт. Общая топливная эффективность станции при комбинированном производстве энергии в 2019 году составила 74,8 %.
Для покрытия пиковых колебаний в течение суток ТЭЦ имеет резервуар-аккумулятор горячей воды объемом 18 тыс. м3.
Каменный уголь доставляют на ТЭЦ железнодорожным транспортом (первоначальный проект сооружения для этого пристани на Висле так и не реализовали), а золу вывозят автомобилями.
Удаление продуктов сгорания происходило с помощью двух дымовых труб высотой 225 и 262 метра. В 2016-м вместе с установкой десульфуризации ввели в действие еще одну дымовую трубу высотой 120 метров. Поскольку условиями лицензии предусматривалось наличие на площадке только двух таких сооружений, дымовую трубу высотой 225 метров демонтировали.
Связь с энергосистемой осуществляется по ЛЭП, рассчитанной на работу под напряжением 110 кВ.
ТЭЦ поставляет до 70 % необходимого Кракову тепла.